# Fairview (Tennessee)
Fairview is een plaats (city) in de Amerikaanse staat Tennessee, en valt bestuurlijk gezien onder Williamson County.

## Demografie
Bij de volkstelling in 2000 werd het aantal inwoners vastgesteld op 5800.
In 2006 is het aantal inwoners door het United States Census Bureau geschat op 7483, een stijging van 1683 (29,0%).

## Geografie
Volgens het United States Census Bureau beslaat de plaats een oppervlakte van
36,7 km², waarvan 36,6 km² land en 0,1 km² water. Fairview ligt op ongeveer 256 m boven zeeniveau.

## Plaatsen in de nabije omgeving
De onderstaande figuur toont nabijgelegen plaatsen in een straal van 24 km rond Fairview.